# エミリー・マグリオ
エミリー・マグリオ（Emily Maglio、1996年11月13日 - ）は、カナダの女子バレーボール選手。ポジションはミドルブロッカー。カナダ代表。

## 来歴

### クラブチーム
ブリティッシュコロンビア州Cranbrook出身。2019年、ハワイ大学を卒業後、イタリアセリエA1のイル・ビゾンテ・フィレンツェと契約した。2020年、トルコ1部リーグのニルフェル・ベレディイェスポルへ移籍し、2020/21シーズンのリーグで5位の成績を残した。2022年、トゥルク・ハヴァ・ヨラーリへ移籍した。

### 代表チーム
2018年、カナダ代表に初選出された。同年のパンアメリカンカップでデビューし、同年10月の世界選手権に出場した。2019年、東京オリンピック大陸間予選、チャレンジャーカップに出場した。2021年、ネーションズリーグ、2022年世界選手権に出場した。

## 球歴
- 世界選手権 - 2018年、2022年
- ネーションズリーグ - 2021年、2022年、2023年、2024年
- 北中米選手権 - 2019年、2021年

## 所属クラブ
- ハワイ大学（2015-2019年）
- イル・ビゾンテ・フィレンツェ（2019-2020年）
- ニルフェル・ベレディイェスポル（2020-2022年）
- トゥルク・ハヴァ・ヨラーリ（2022-2023年）
- ベシクタシュ（2023年）
- Levallois Paris Saint Cloud（2023-2024年）
- ベシクタシュ（2024年-）